# RK Medveščak
Rukometni klub Medveščak (RK Medveščak) är en handbollsklubb från Zagreb i Kroatien, bildad 1936. Klubbnamnet kommer från stadsdelen Medveščak i Zagreb. Laget blev jugoslaviska mästare fyra gånger (1953, 1954, 1964 och 1966). 1965 gick laget till final i Europacupen (nuvarande Champions League) men förlorade mot Dynamo Bukarest.
Klubben har varit känt under flera olika namn genom historien; Prvomajska, Coning Medveščak, Medveščak Osiguranje Zagreb, Medveščak Infosistem, Agram Medveščak och Medveščak NFD.

## Spelare i urval
- Patrik Ćavar (2005–2006)
- Ivan Čupić (2005–2007)
- Marko Kopljar (2004–2007)
- Zlatko Saračević (1987–1990)
- Irfan Smajlagić (1987–1991, 1996/1997–1998)
- Goran Šprem (2001–2002)
- Vlado Stenzel (spelare och tränare)